# Апшеронский пролив
Апшеронский пролив (азерб. Abşeron boğazı) — пролив, разделяющий Апшеронский полуостров и остров Пираллахи. Длиной более 12 км. С севера на юг ширина уменьшается. Пролив соединяет Северный и Южный Апшеронские заливы. Административно относится к Пираллахинскому району.
Здесь дуют сильные ветра: северный зимой и южный летом. Вдоль побережья расположено несколько посёлков: Пираллахи, Гюргян и Бильгях.

## История
Пролив судоходный, через него между полуостровом Пираллахи и другими районами поддерживалось лодочное сообщение. В 1939 году в московском министерстве нефтяной промышленности был разработан проект для объединения Пираллахи с материком. Согласно плану в 1941 году началось строительство дамбы. Стройка окончилась в 1944 году, в результате чего в проливе образовался перешеек, по которому проходили железная и автомобильная дороги. В 2016 году на месте дамбы был построен автомобильный мост, под которым снова могут проходить корабли.
В древние времена на полуострове Пираллахи вдоль пролива стояло три крепости. К настоящему времени эти исторические памятники не сохранились.